# Primera División 1950 (Bolivia)
In 1950 werd het eerste seizoen gespeeld van de Primera División, de hoogste profvoetbalklasse van Bolivia, destijds heette de competitie Campeonato Profesional de la LPFA 1950. De competitie was enkel toegankelijk voor clubs uit La Paz en werd georganiseerd door de La Paz Football Association. Bolívar werd de eerste kampioen.

## Eindstand

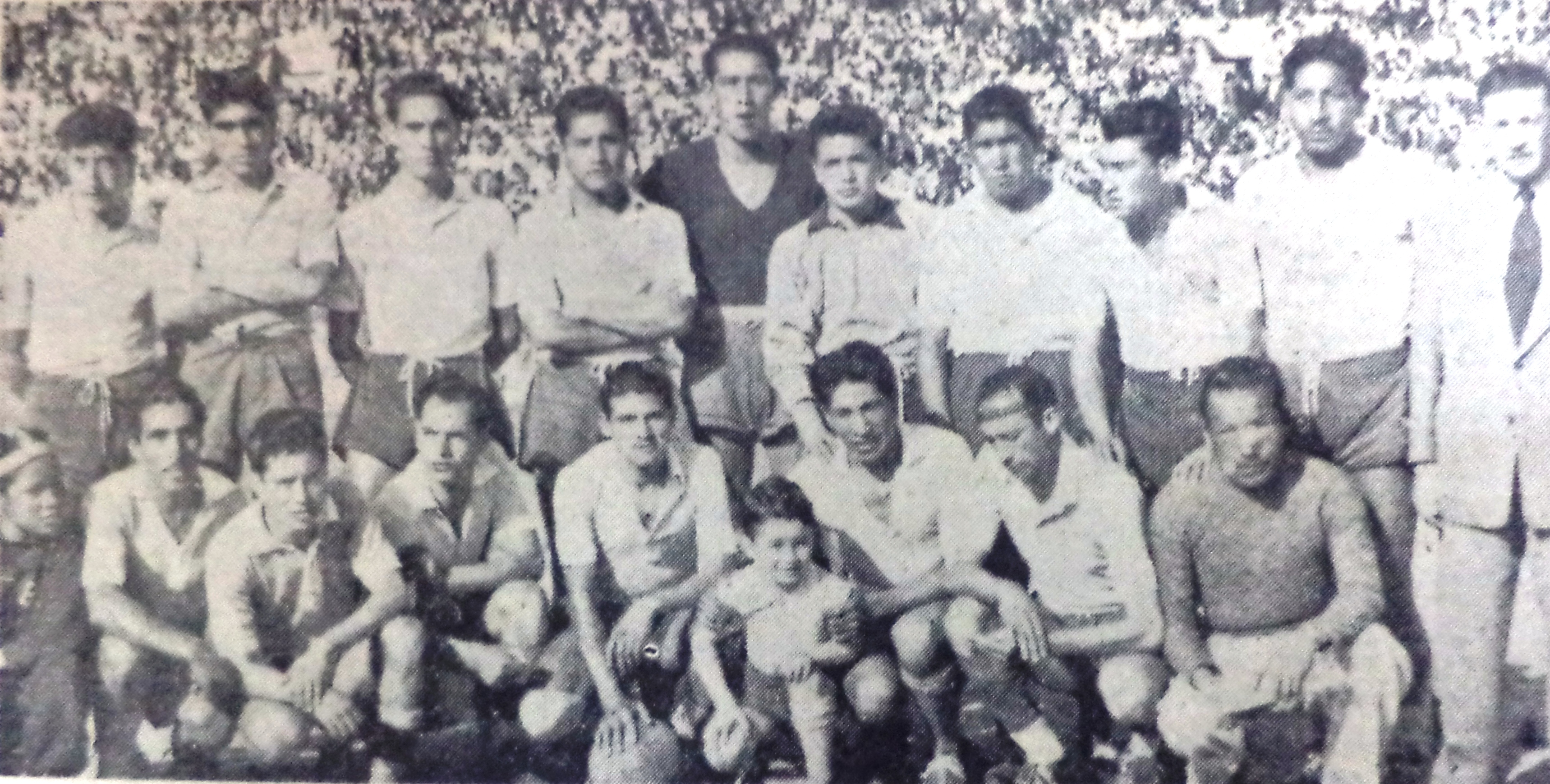
Kampioenenploeg Bolívar

| Plaats | Club               | Wed. | W | G | V | Saldo | Ptn. |
| ------ | ------------------ | ---- | - | - | - | ----- | ---- |
| 1.     | Bolívar            | 16   | 8 | 5 | 3 | 40:32 | 21   |
| 2.     | Litoral La Paz     | 16   | 8 | 5 | 3 | 48:31 | 21   |
| 3.     | Unión Maestranza   | 16   | 8 | 3 | 5 | 41:26 | 19   |
| 4.     | Atlético La Paz    | 16   | 4 | 9 | 3 | 27:24 | 17   |
| 5.     | Ferroviario La Paz | 16   | 6 | 3 | 7 | 32:30 | 15   |
| 6.     | The Strongest      | 16   | 5 | 5 | 6 | 29:40 | 15   |
| 7.     | Always Ready       | 16   | 4 | 5 | 7 | 29:36 | 13   |
| 8.     | Ingavi             | 16   | 5 | 2 | 9 | 33:46 | 12   |
| 9.     | Northern FC        | 16   | 3 | 5 | 8 | 24:38 | 11   |

|  | Play-off titel |
|  | Degradatie     |

## Play-off
|                           |         |       |                |                                |
| 13 mei 1951 15:30 (UTC−4) | Bolívar | 3 – 0 | Litoral La Paz | Estadio Hernando Siles, La Paz |
| 13 mei 1951 15:30 (UTC−4) |         |       |                | Estadio Hernando Siles, La Paz |

### Kampioen
| Campeonato Profesional de la LPFA 1950 |
| Bolivia                                |
| -------------------------------------- |
| Bolívar Kampioen (1° titel)            |

1950 · 1951 · 1952 · 1953 · 1954 · 1955 · 1956 · 1957 · 1958 · 1959 · 1960 · 1961 · 1962 · 1963 · 1964 · 1965 · 1966 · 1967 · 1968 · 1969 · 1970 · 1971 · 1972 · 1973 · 1974 · 1975 · 1976 · 1977 · 1978 · 1979 · 1980 · 1981 · 1982 · 1983 · 1984 · 1985 · 1986 · 1987 · 1988 · 1989 · 1990 · 1991 · 1992 · 1993 · 1994 · 1995 · 1996 · 1997 · 1998 · 1999 · 2000 · 2001 · 2002 · 2003 · 2004 · 2005 · 2006 · 2007 · 2008 · 2009 · 2010 · 2011 ·  2011/12 · 2012/13 · 2013/14 · 2014/15 · 2015/16 · 2016/17 · 2018 · 2019 · 2020 · 2021 · 2022 · 2023